# Río Alicahue
El río Alicahue es un curso natural de agua que nace en la cordillera de Los Andes, fluye en la Región de Valparaíso y en su confluencia con el río Cajón de los Ángeles, da inicio al río La Ligua.

## Trayecto
El río Alicahue, a veces estero Alicahue, es el principal formativo del río La Ligua. Tiene su origen en las laderas de los cerros El Cuzco (3788 m) y Alto del Portillo (4000 m), de la conjunción de varias quebradas: del Cuzco, de Piuquenes, de la Laguna (emisario de la laguna Chepical), y Los Riecillos. Tiene una longitud de 62 km, casi siempre en dirección oeste hasta su junta con el Cajón de Los Ángeles. En este trayecto hacen crecer su caudal un buen número de quebradas afluentes por ambos flancos, de breve desarrollo. Así, de este a oeste, por su ribera norte le caen las quebradas: Las Chacritas, del Chacal, San Francisco, Los Rincones, Chincolco, Paihuén, Pililén, La Ortiga, El Peumo V Coltauco. Por el flanco sur, y siguiendo el mismo orden, las quebrada: Los Leones, Honda, Cortadera, Los Zanjones, Vitahue V Vitacura.: 306–307 

## Caudal y régimen
La subcuenca del Alicahue desde su origen hasta su confluencia con el río Cajón de Los Ángeles, donde se da origen al río La Ligua, tiene un régimen nival con sus mayores crecidas entre octubre y diciembre, producto de deshielos primaverales. El período de estiaje ocurre en el trimestre marzo, abril, mayo.: 38 
| Comparación caudales                                             |                                                                  |
| ---------------------------------------------------------------- | ---------------------------------------------------------------- |
| Gráfico no disponible temporalmente debido a problemas técnicos. |                                                                  |
| caudal histórico caudal 2018-2019                                |                                                                  |
|                                                                  | Gráfico no disponible temporalmente debido a problemas técnicos. |

|  | Gráfico no disponible temporalmente debido a problemas técnicos. |

El diagrama de la derecha es la comparación de los caudales promedio históricos con el caudal medido el año 2018-19. Es evidente una notable falta de caudal en el último año.
El caudal del río (en un lugar fijo) varía en el tiempo, por lo que existen varias formas de representarlo. Una de ellas son las curvas de variación estacional que, tras largos periodos de mediciones, predicen estadísticamente el caudal mínimo que lleva el río con una probabilidad dada, llamada probabilidad de excedencia. La curva de color rojo ocre (con {\displaystyle {\color {Red}\vartriangle }}) muestra los caudales mensuales con probabilidad de excedencia de un 50%. Esto quiere decir que ese mes se han medido igual cantidad de caudales mayores que caudales menores a esa cantidad. Eso es la mediana (estadística), que se denota Qe, de la serie de caudales de ese mes. La media (estadística) es el promedio matemático de los caudales de ese mes y se denota {\displaystyle {\overline {Q}}}. 
Una vez calculados para cada mes, ambos valores son calculados para todo el año y pueden ser leídos en la columna vertical al lado derecho del diagrama. El significado de la probabilidad de excedencia del 5% es que, estadísticamente, el caudal es mayor solo una vez cada 20 años, el de 10% una vez cada 10 años, el de 20% una vez cada 5 años, el de 85% quince veces cada 16 años y la de 95% diecisiete veces cada 18 años. Dicho de otra forma, el 5% es el caudal de años extremadamente lluviosos, el 95% es el caudal de años extremadamente secos. De la estación de las crecidas puede deducirse si el caudal depende de las lluvias (mayo-julio) o del derretimiento de las nieves (septiembre-enero).

## Historia
Francisco Solano Asta-Buruaga y Cienfuegos en su obra póstuma Diccionario Geográfico de la República de Chile de 1899 consideraba el Alicahue como cauce superior del río La Ligua:
Alicahue.—Aldea del departamento de Petorca, situada por los 32º 23' Lat. y 70° 48' Lon. y á 15 kilómetros al SE. de su capital. Se halla en la ribera sur de la parte superior del río Ligua, contigua al fundo de su nombre. Cuenta con escuela gratuita, estafeta y un corto caserío. Viene el nombre de alí, reseco, ca, otro, y hue, paraje.
Luis Risopatrón lo describe en su Diccionario jeográfico de Chile (1924):: 20 
Alicahue (Río). De corto caudal, nace en las serranías en que se levanta el cerro del Cuzco, corre hacia el W, en un cajón en que abunda el pasto i no escasea la leña ni en sus oríjenes i se vácia en la parte superior del río de La Ligua; sus aguas se aprovechan en el riego del valle i con el objeto de regularizar su réjimen se ha formado una represa en el cajón de La Laguna destinada a almacenar el agua del invierno. Encierra una hoya de 470 km² de superficie, hasta el punto en que lo cruza el camino carretero, que va a Petorca.